# Il Bob italiano
Il Bob italiano (The Italian Bob) è l'ottavo episodio della diciassettesima stagione della serie animata statunitense I Simpson. Il titolo originale dell'episodio prende spunto dal film The Italian Job del 1969, vedendo al centro della trama una trasferta della famiglia Simpson in Italia con location quali Pisa, Pompei, la Toscana, Roma e Venezia.
L'episodio si è aggiudicato un Primetime Emmy Award con Kelsey Grammer per il doppiaggio originale di Telespalla Bob e un Writers Guild of America Award con John Frink per la sceneggiatura. L'episodio è il numero HABF02.

## Trama
Montgomery Burns, dopo essersi reso conto che la sua auto è ormai vecchia e inutilizzabile, decide di comprare una nuova Lamborgotti Spidirossa. La macchina deve essere ritirata in fabbrica in Italia, e così Burns manda Homer e la famiglia oltreoceano per prenderla in consegna.
Dopo aver ritirato la macchina, i Simpson si concedono una vacanza in Italia, dove visitano Pisa e gli scavi di Pompei (in cui trovano i resti pietrificati di una famiglia uguale alla loro, che Homer definisce selvaggia) ma sulla strada la Lamborgotti viene colpita da una forma gigante di mortadella. Fortunatamente si trovano nei pressi di una città toscana, Salsiccia, e così pensano di portare l'auto lì per farla riparare. A Salsiccia all'inizio vengono accolti con diffidenza, ma poi scoprono che il sindaco è Telespalla Bob, che gli promette aiuto in cambio di non rivelare al resto della cittadinanza il suo passato criminale.
I Simpson passano così una lieta vacanza, e fanno conoscenza della moglie di Bob, Francesca (doppiata, sia nella versione originale che in quella italiana, da Maria Grazia Cucinotta) e di suo figlio, Gino, identico al padre per aspetto e carattere. La macchina viene riparata, ma nella festa di addio ai Simpson Lisa si ubriaca con il vino locale, spiattellando il segreto circa il passato di Bob e strappandogli la camicia rivelando la divisa della prigione di Springfield (con sopra il numero identico al codice di produzione dell'episodio), che è costretto ad abbandonare il paese e la carica di sindaco.
Inizia così un inseguimento che si protrae per la penisola, fino a Roma, dove i Simpson vengono salvati da Krusty il Clown (che si trova nella città per interpretare al Colosseo l'opera Pagliacci di Ruggero Leoncavallo), che li aiuta in cambio di una copertura su un traffico illecito di reperti storici. Durante l'opera la famiglia di Bob (unitasi al marito) accerchia i Simpson e le guardie non reagiscono credendolo parte dell'opera ma grazie all'intervento di Krusty scappano.